# ديف ويليس
ديف ويليس (بالإنجليزية: Dave Willis)‏ هو ممثل بريطاني (وحمل سابقاً جنسية المملكة المتحدة لبريطانيا العظمى وأيرلندا)، ولد في 1895 في المملكة المتحدة، وتوفي في 1973.

## وصلات خارجية
- ديف ويليس على موقع IMDb (الإنجليزية)
- ديف ويليس على موقع قاعدة بيانات الفيلم (الإنجليزية)
- ديف ويليس على موقع كينوبويسك (الروسية)